# Herentia andreasi
Herentia andreasi är en mossdjursart som beskrevs av Berning, Tilbrook och Rosso 2008. Herentia andreasi ingår i släktet Herentia och familjen Escharinidae. Inga underarter finns listade i Catalogue of Life.